# Sydax stramineus
Sydax stramineus är en skalbaggsart som beskrevs av Lacordaire 1869. Sydax stramineus ingår i släktet Sydax och familjen långhorningar. Inga underarter finns listade i Catalogue of Life.